# Journal of Near Eastern Studies
Het Journal of Near Eastern Studies is een wetenschappelijk tijdschrift uitgegeven door de University of Chicago Press, gewijd aan de bestudering van de antieke en middeleeuwse beschavingen van het Nabije Oosten.
Het tijdschrift bestaat uit bijdrages van wetenschappers met een internationale reputatie op het gebied van archeologie, kunst, geschiedenis, literatuur, linguïstiek, religie, recht en wetenschap. Artikels over Oude Testament en Islamologie worden er ook in opgenomen.
JNES werd in 1884 opgericht door William Rainey Harper als Hebraica.  In 1895 werd het hernoemd tot het American Journal of Semitic Languages and Literatures, waarna het in 1942 tot Journal of Near Eastern Studies werd hernoemd.  Het is het enige Amerikaans tijdschrift dat exclusief gewijd is aan dit onderwerp.

## Referentie
- Dit artikel of een eerdere versie ervan is een (gedeeltelijke) vertaling van het artikel Journal of Near Eastern Studies op de Engelstalige Wikipedia, dat onder de licentie Creative Commons Naamsvermelding/Gelijk delen valt. Zie de bewerkingsgeschiedenis aldaar.